# Spathius zamus
Spathius zamus är en stekelart som beskrevs av Nixon 1943. Spathius zamus ingår i släktet Spathius och familjen bracksteklar. Inga underarter finns listade i Catalogue of Life.